# Che ora è laggiù?
Che ora è laggiù? è un film del 2001 diretto da Tsai Ming-liang.
Fu presentato in concorso al 54º Festival di Cannes.

## Trama
Nella città di Taipei, Hsiao-kang, un venditore ambulante di orologi, in lutto per la recente morte del padre, incontra per strada la giovane Shiang-chyi, in cerca di un orologio doppio fuso orario, essendo in partenza per Parigi. La ragazza, dopo aver inutilmente ispezionato il campionario di Hsiao-kang, mostra interesse per il suo orologio personale, che pare riscontrare le caratteristiche da lei richieste; Hsiao-kang, però, non glielo può vendere poiché, secondo la religione tradizionale cinese, un qualsiasi oggetto appartenente ad un individuo che stia attraversando un periodo di lutto porterebbe nient'altro che sciagura alla persona a cui verrebbe ceduto. Nonostante ciò, dietro ripetute insistenze, la ragazza riesce a farselo vendere. Da qui in poi la storia si biforca, mostrando parallelamente i percorsi dei due personaggi.
Hsiao-kang, in qualche modo intrigato da quella ragazza e dal suo imminente viaggio, comincia a visionare film ambientati nella capitale francese (più volte verranno mostrati segmenti tratti dal film I 400 colpi) e, in seguito, ad impostare il fuso orario francese su qualsiasi orologio s'imbatta, il tutto mentre sua madre, profondamente scossa per l'improvvisa scomparsa del marito, gradualmente comincia a sconvolgere i ritmi ed i tempi del ménage familiare della casa, convintasi dell'esistenza del suo fantasma e che così facendo gli possa venire incontro ed indurlo a non abbandonare la sua ormai ex-famiglia.
Shiang-chyi, a Parigi, si trova perduta e spaesata in un Paese di cui a stento ne conosce la lingua, finché un giorno non conosce una turista cinese di Hong Kong, con la quale trascorre assieme la notte. Il loro fugace incontro, però, non porterà da nessuna parte e la ragazza si ritroverà di nuovo a vagare senza meta tra le strade della città.
Con le condizioni mentali della madre che degenerano drasticamente (arriva ad oscurare e sigillare tutte le finestre ed a tagliare la corrente per non turbare lo spirito del marito), Hsiao-kang, dopo aver inutilmente cercato di fermarla, s'allontana da quella casa, cominciando a dormire nella propria auto dove, dopo aver consumato un rapporto sessuale con una prostituta, viene da questa derubato nel sonno del suo campionario d'orologi. Shiang-chyi, invece, addormentatasi in una sedia nel giardino delle Tuileries, viene privata del proprio bagaglio da un gruppo di ragazzini che giocavano a calcio nelle vicinanze, i quali, dopo avervi frugato all'interno, lo gettano nel bacino d'acqua, dove viene poi ripescato da un uomo con l'ombrello; l'uomo, rivelatosi essere nient'altri che il defunto padre di Hsiao-kang, le recupera la valigia dall'acqua per poi, senza svegliarla, allontanarsi silenziosamente.

## Produzione
Tsai costruisce uno spaccato di solitudine sessuale, di vuoto esistenziale, arricchito da nuove provocazioni stilistiche ed omaggi cinefili ad uso dei produttori francesi (Hsiao-kang diventa un appassionato dei film della Nouvelle Vague, mentre Shiang-chyi, in una scena ambientata in un cimitero parigino, incontra Jean-Pierre Léaud, attore feticcio del regista François Truffaut, in carne ed ossa).

## Riconoscimenti
- Festival di Cannes 2001
  - Grand Prix tecnico